# Карими, Сахра
Сахра Карими (род. 21 мая 1983, Тегеран) — афганский кинорежиссёр и продюсер. Действующий генеральный директор государственной кинокомпании «Афганфильм» с 2019 года, первая женщина на этой должности. Первая и единственная женщина в Афганистане, имеющая докторскую степень в области кинопроизводства. Её фильм «Хава, Марьям, Аиша» участвовал в программе «Горизонты» 76-го Венецианского кинофестиваля (2019).

## Биография
Родилась и выросла в Иране в семье выходцев из Афганистана.
Окончила факультет кино и телевидения Высшей школы исполнительского искусства в Братиславе, столице Словакии. Получила докторскую степень по специальности режиссура игрового кино и сценарное мастерство. За студенческий короткометражный фильм «Лёгкий ветерок» получила премию «Солнце в сети» за лучший игровой короткометражный фильм. Её дебютная картина «В поисках мечты» была показана на Международном кинофестивале в Дакке в 2006 году. Фильм «Афганские женщины за рулём» (2009) стал лауреатом международных наград. Теме борьбы женщин за свои права также посвящён её документальный фильм «Парлика. Женщина в стране мужчин». Фильм «Насима (Дневниковые записи девушки-эмигранта)» о девушке-афганке, которая эмигрировала в Европу и столкнулась с иной культурой, получил приз зрительских симпатий Международного кинофестиваля документальных фильмов «Дидор» в Душанбе в 2012 году.
В 2012 году переехала в Афганистан. 
В 2019 году выбрана генеральным директором «Афганфильм» на конкурсной основе, первая женщина на этой должности. Киностудия «Афганфильм» основана в 1968 году для производства хроникально-документальных картин. Во время гражданской войны в Афганистане кинокомпания пришла в упадок и прекратила кинопроизводство. Архив компании хранится в президентском дворце Арг.
После того, как боевики террористической организации «Талибан» заняли Кабул, эвакуирована из Афганистана и вечером 17 августа 2021 года прибыла в Киев, столицу Украины.